# 鎌倉芳太郎
鎌倉 芳太郎（かまくら よしたろう、1898年（明治31年）10月19日 - 1983年（昭和58年）8月3日）は、日本の染織家、沖縄文化研究者。

## 紹介
美術教師として赴任した沖縄県で、琉球王国時代からの沖縄独特の芸術や文化に心を奪われその研究を開始。染織家としては沖縄伝統の染織技法である紅型の技術を継承し、重要無形文化財「型絵染」の保持者（人間国宝）に認定された一方、第二次世界大戦前に沖縄の文化財を調査し、その時に遺した数々の写真やメモは、後に1945年（昭和20年）の沖縄戦で壊滅に瀕した沖縄文化の保存や復興に大きく役立った。戦後の首里城再建も鎌倉の資料に負うところが大きく、彼の評伝を著した与那原恵は、鎌倉を「琉球文化全般の最高のフィールドワーカー」と評している。
代表著書に『沖縄文化の遺宝』がある。石垣市名誉市民および三木町名誉町民。

## 略歴
- 1898年（明治31年）10月19日 - 香川県三木郡氷上村（現・木田郡三木町大字氷上）生まれ。
- 1921年（大正10年） - 東京美術学校図画師範科卒業[2]。美術学校時代に、建築家で東京帝国大学教授だった伊東忠太に指導を受ける。
- 沖縄県女子師範学校や沖縄県立第一高等女学校にて教職に就きながら、沖縄の美術工芸を研究した。その後東京美術学校助教授を歴任。1924年以降も沖縄で美術工芸の研究を続ける。
- 1942年（昭和17年） - 東京美術学校助教授。
- 1944年（昭和19年） - 東京美術学校を退官し、染織家として活動を始める。
- 1972年（昭和47年） - 同年5月15日の沖縄返還に合わせ、鎌倉が写した沖縄の写真展（「50年前の沖縄 - 写真でみる失われた文化財」琉球政府立博物館、サントリー美術館）が開催される。
- 1975年（昭和50年） - 沖縄海洋博覧会沖縄館で鎌倉の撮影した写真が多数公開される。
- 1973年（昭和48年）4月5日 - 重要無形文化財「型絵染」保持者（人間国宝）に認定。
- 1983年（昭和58年）8月3日 - 急性心不全により東京都中野区の自宅で死去。84歳。

没後
- 2005年（平成17年） - 鎌倉が沖縄研究で遺した写真や調査記録などが国の重要文化財に指定される[3]。
- 2010年（平成22年）10月24日 - 故郷の香川県三木町に顕彰碑が建立される。

## 人物

### 琉球芸術調査

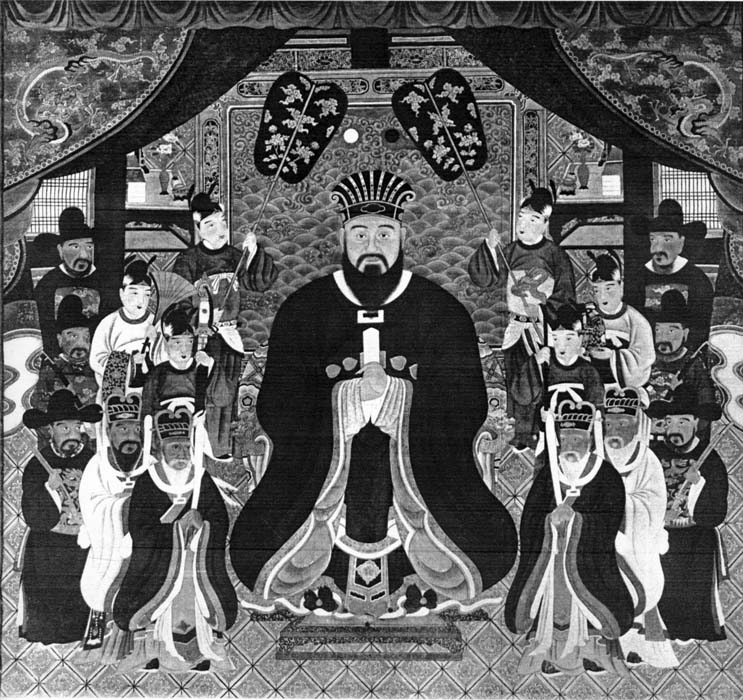
向元瑚筆・尚真王御後絵。鎌倉芳太郎が撮影保存した絵画資料の一つ。現物は戦災で喪失

鎌倉は二次にわたり琉球芸術調査を行なった。第一次が大正13年5月から同14年5月まで(伊東忠太と共同)。第二次は調査は大正15年から昭和2年までである。
それに伴い鎌倉は、写真（ガラス乾板1229点、紙焼き写真2952点）のほか、調査ノート81点、型紙などの紅型資料2154点、陶磁器資料67点など、総計7512点におよぶ沖縄の文化・歴史に関する資料を残した。それらは沖縄戦により打撃を受けた沖縄文化の保存と伝承に貢献した。鎌倉の記録資料は、遺族により沖縄県立芸術大学に寄贈され、保存されている。例えば、歴代琉球国王の御後絵は沖縄戦で行方不明となったが、写真資料が保存されたことでその様態を知ることができる。
鎌倉は、東京美術学校写真科主任の森芳太郎から新即物主義の技法を学び、3年はかかるとされたドイツ製ダゴールF6.8レンズの四ツ切写真機の技術を3日でマスターしたといわれ、戦後、写真家の木村伊兵衛から「この写真は大正時代の写真資料として貴重なもの」と賞賛された。また、竹内栖鳳の弟子、穴吹香村からスケッチの方法も学んでおり、その腕の確かさは『沖縄文化の遺宝』の正編で見ることができる。
戦争中、東京、沼袋にあった自宅は空襲で消失したが、鎌倉は防空壕に写真乾板を持ち込み、結果的にこれを守り抜いた。

### 首里城と鎌倉芳太郎
鎌倉が遺した写真なくして首里城再建は困難だったことはよく言われるが、それ以前にも一度、鎌倉は首里城を守っている。啓明会から補助金をもらって伊東忠太とともに沖縄の調査活動に乗り出した矢先の1923年（大正13年）3月末、鎌倉は当時残っていた首里城正殿が内務省により3日後に取り壊され、沖縄神社になるという新聞記事を見て驚愕し、文字通り伊東のもとに駆けつけた。与那原恵によると、小石川区茗荷谷の沖縄学生寮・明正塾から本郷の帝国大学伊東研究室まで約2キロメートルの距離を走ったという。鎌倉は伊東に記事を見せ、首里城保護を訴えた。伊東も調査に取り掛かる目先だったので直ちに内務省に赴き神社局長の大海原重吉に面会した。当時、伊東は神社建築の第一人者であり、古社寺保存の権威だったので大海原も逆らえず、すぐに沖縄県庁に「取り壊し中止」を命ずる電報を打ち、間一髪で取り壊しは回避された。伊東はさらに歴史学者の黒板勝美とともに首里城を史跡に指定させた。

### 屋良朝苗と白紙答案事件
琉球政府行政主席や復帰後の初代沖縄県知事を務め、本土復帰の難局に処した屋良朝苗は、沖縄県師範学校での鎌倉の教え子である。1920年代に鎌倉は図画の実技試験に併せて筆記試験も出題したが、実技試験だけだと思っていた屋良は筆記試験を白紙のまま提出した。ところがすでに22歳になっていた屋良は生徒のリーダー的存在だったので、他の生徒も屋良を真似て白紙答案を提出したことから問題となり、鎌倉は強く謝罪を求め、結局屋良は謝罪した。鎌倉は屋良を高く評価していたが、増長しては将来のためにならないと考え、強く出たという。屋良は、謝罪した際に鎌倉から激励を受けたと後に回想している。

### 琉球芸術展覧会
鎌倉の沖縄研究の成果を公にするため、伊東忠太や正木直彦（東京美術学校校長）の取り計らいで、啓明会主催で「琉球芸術展覧会」が1925年（大正14年）9月5日から東京美術学校で開催された。鎌倉の収集した工芸品を中心に展示が行われ、併せて鎌倉のほか、伊東忠太・東恩納寛惇・柳田國男・伊波普猷など、錚々たるメンバーによる講演会も行われた。

### 本土復帰直前の写真展
沖縄の日本復帰間近になり、鎌倉が保存していたガラス乾板が注目された。サントリーの後援により密着プリントされ、さらにそれがフィルムカメラに収められた。プリントを見た鎌倉は鮮明に撮影前後のことを記憶していた。沖縄が日本に復帰する寸前の昭和47年（1972年）2月6日から3月12日に琉球政府立博物館で、復帰時の東京のサントリー美術館では5月11日から5月31日にわたり、「50年前の沖縄 - 写真でみる失われた文化財」のタイトルで鎌倉が撮影した写真400点が展示された。
展覧会に先立ち、『沖縄タイムス』紙上で鎌倉による写真と文章の「五十年前の風物詩」が16回にわたり連載された。展覧会では、歴代琉球国王の御後絵などは人々が初めて見るもので特に目を引いたといい、士族階級の正装で来場する人々の姿も見られた。沖縄での展覧会の入場者は18万6000人にのぼり、琉球政府立博物館の新記録を作った。この写真展を機に約10年後に写真集『沖縄文化の遺宝』が岩波書店で編集、出版されるに至った。

## 著作
- 編著『沖縄文化の遺宝』岩波書店 1982年。本文・写真の2分冊
- 『東洋美術史』イデア書院 1930年
- 『東洋の彫刻 復刻版』 大雅堂 1943年。復刻「アジア学叢書」大空社 2007年
- 編著『古琉球型紙』（全4巻） 京都書院 1974年
- 『鎌倉芳太郎 型絵染』 <人間国宝シリーズ14> 講談社 1978年
- 『琉球の織物』 京都書院 1979年